# Vilmos Kohut
Vilmos Kohut (Budapeste, 17 de julho de 1906 – Budapeste, 18 de fevereiro de 1986) foi um treinador e futebolista húngaro que atuou como atacante.
Quando jogador, fez sucesso jogando pelo Ferencváros e pelo Olympique de Marseille. Pela Seleção Húngara, fez parte dos convocados para a Copa do Mundo FIFA de 1938, tendo marcado um gol em dois jogos.